# Trinity Bridge
Pour les articles homonymes, voir Trinity Bridge (homonymie).
Le Trinity Bridge est un pont de la ville de Salford (dans la banlieue de Manchester)  en Angleterre et l'un des nombreux conçus par l'architecte espagnol Santiago Calatrava Valls. Il fut construit de 1993 à 1995. C'est un pont à haubans traversant la rivière Irwell, et qui est utilisé comme passerelle piétonne.